# Carlos Bacca
Pour les articles homonymes, voir Bacca.
Carlos Arturo Bacca Ahumada dit Carlos Bacca, né le 8 septembre 1986 à Puerto Colombia (Colombie), est un footballeur international colombien, qui évolue au poste d'attaquant à l'Atlético Junior.
Surnommé El Peluca (la « perruque » en espagnol) en raison de sa chevelure pendant son enfance à Puerto Colombia, Carlos est un buteur confirmé reconnu pour sa puissance, son endurance et son adresse devant le but.

## Biographie

### Jeunesse
Bacca est né à Puerto Colombia en Colombie d'un père dénommé Gilberto Bacca et d'une mère dénommée Eloisa Ahumada. Il se destine à être footballeur durant son enfance. Grandissant dans une famille modeste, d'un père ancien gardien de foot, il baigne très tôt dans le milieu du ballon. Il ne s'intéresse pas beaucoup aux études et demande à ses parents de l'inscrire dans l'école de football de son quartier. Il rejoint ainsi les équipes de jeunes de l'Atlético Junior en 2002. Mais les problèmes financiers familiaux amènent Bacca à écarter de son futur le foot afin d'aider ses parents. Ainsi, en compagnie de son père Gilberto, il s'en va pêcher de bon matin. Durant cette période, l'adolescent travaille également dans un bus où il encaisse les passagers, devant se lever à quatre heures du matin pour cela. Alors qu'il semble avoir tiré un trait sur son rêve de devenir professionnel, une dispute avec son patron pousse Bacca à démissionner et le ramène au foot. C'est en 2006, lors d'une rencontre avec une équipe du quartier avec ses amis, que le Barranquilla FC le déniche.

### Carrière en club

#### Débuts à l'Atlético Junior (2006-2011)
En 2006, il est intégré au groupe professionnel de l'Atlético Junior mais ne dispose pas d'un temps de jeu suffisant. Il est alors prêté au FC Barranquilla, un club de deuxième division. Il joue régulièrement, et est ensuite prêté durant un an au Minervén FC, en deuxième division vénézuélienne. Il est le troisième meilleur buteur de la saison, et permet à son club de remporter le titre du championnat de clôture, et ainsi rejoindre le niveau supérieur. Carlos Bacca retourne encore une saison en prêt à Barranquilla, et termine meilleur buteur de deuxième division. Il est alors rappelé par Junior.
Pour sa première saison en tant que titulaire à l'Atlético Junior, El Peluca inscrit de nombreux buts importants, permettant à son équipe d'atteindre les demi-finales de la Coupe de Colombie 2009, dont il est meilleur buteur avec 11 réalisations. Il remporte son premier titre de champion lors du tournoi d'ouverture 2010, dont il est également le meilleur buteur. Le 11 août 2010, il honore sa première apparition en équipe nationale lors d'un match amical en Bolivie. L'année suivante, il remporte un nouveau titre avec le tournoi de clôture 2011, où il termine à nouveau meilleur buteur et reçoit le Soulier d'or de meilleur joueur du championnat.

#### Arrivée en Europe au FC Bruges (2012-2013)

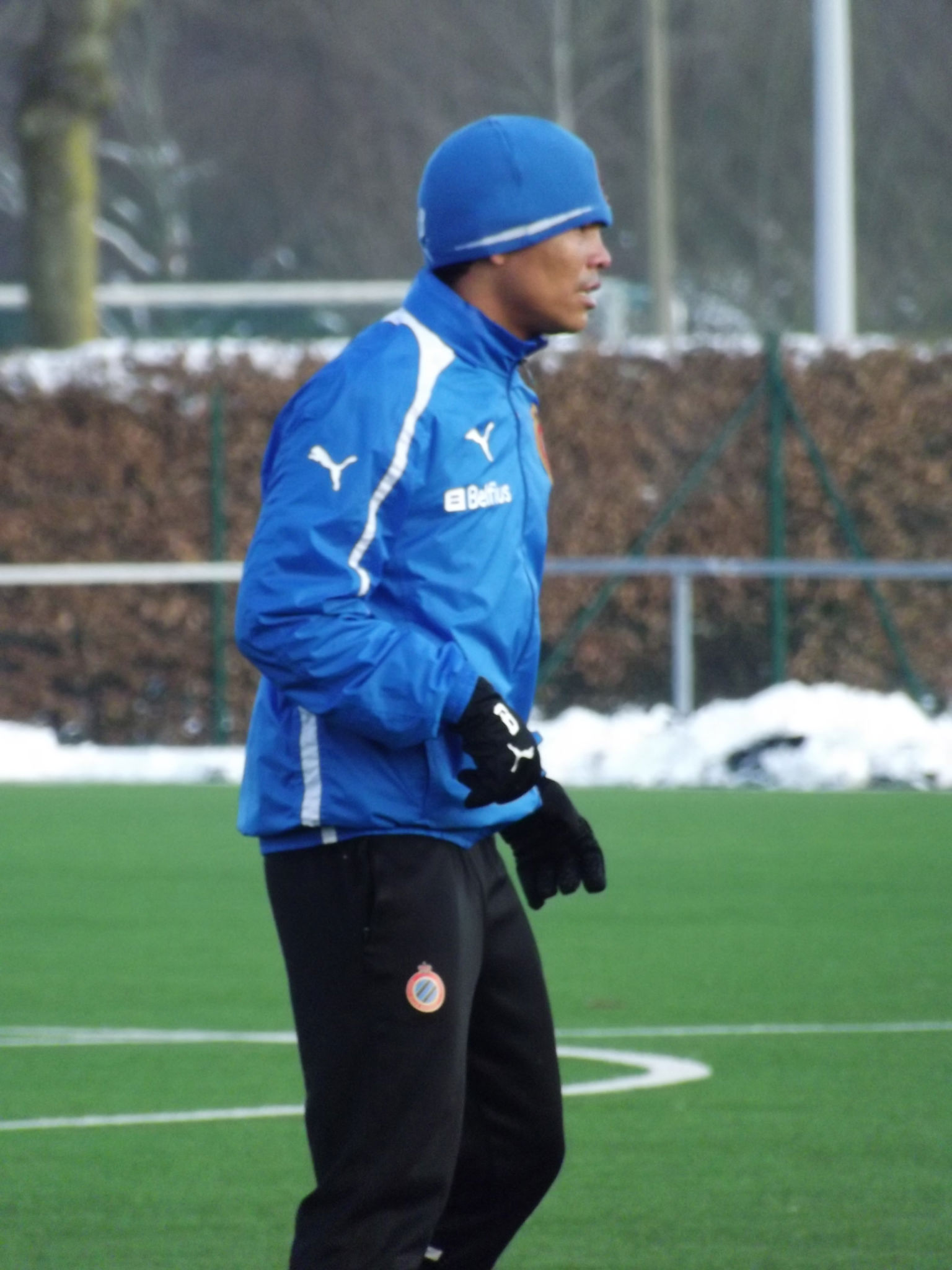
Carlos Bacca à l'entraînement avec le FC Bruges en janvier 2013.

Plusieurs clubs européens, dont notamment le Lokomotiv Moscou ou le Chievo Vérone s'intéressent à lui, mais aucun accord n'est trouvé avec son club. Finalement, le FC Bruges parvient à recruter Carlos Bacca durant le mercato de janvier 2012, et lui fait signer un contrat de trois ans et demi. Il dispute son premier match en Belgique le 21 janvier 2012 face au FC Malines, mais ne peut empêcher la défaite de son équipe. Souvent remplaçant, il inscrit son premier but sous le maillot brugeois face à KAA La Gantoise le 15 avril, donnant ainsi la victoire à son équipe.
En début de saison 2012-2013, il n'est pas titulaire, et est même amené à se rendre dans les tribunes, bien qu'il ait participé à la préparation estivale du Club. Mais le départ de Joseph Akpala, libère une place qu'il saisit aux côtés de Mohammed Tchité. Et il profita à 100 % de la confiance que lui donne Georges Leekens. Pesant énormément sur le jeu brugeois, il enchaîne les buts et les passes décisives tant en championnat qu'en coupe d'Europe. Il suscite déjà l'intérêt des clubs ibères, dont l'Espanyol Barcelone, et est rappelé en sélection colombienne. En janvier 2013, se sentant floué, il demande son transfert. Finalement il a resigné un nouveau contrat le liant au Club jusqu'en 2016.

#### Explosion au Séville FC (2013-2015)
Le 10 juillet 2013, il signe un contrat de quatre ans au Séville FC pour un montant estimé à 7 millions d'euros. C'est  le record absolu de Bruges pour un transfert sortant. La clause libératoire dans son nouveau contrat s'élève à 30 millions d'euros. Carlos Bacca affirme qu'il "réalise un rêve" sur le site du club belge.
Il réalise une pré-saison satisfaisante où Séville recrute de nombreux joueurs tels que Kevin Gameiro. Le 26 juillet 2013, Bacca inscrit son premier but pour Séville lors d'une victoire 3-1 contre Barcelona SC en Coupe EuroAméricaine. Le 1er août, au troisième tour de qualification de la Ligue Europa, il marque face au FK Mladost.
Le Colombien connait ses débuts en Liga le 18 août mais ne peut empêcher la défaite contre l'Atlético Madrid (2-1). Le 25 septembre, il ouvre son compteur en championnat en réalisant un doublé contre le Rayo Vallecano. Près d'un mois plus tard, Bacca inscrit son troisième but de la saison lors du nul 2-2 face au Real Valladolid.
Le 26 mars 2014, Bacca se fait remarquer durant l’inattendue victoire de Séville contre le Real Madrid, alors premier du championnat, en marquant deux buts qui offrent la victoire aux Andalous (2-1). Le 10 avril, en quart de finale retour de Ligue Europa, il participe à la large victoire 4-1 des Espagnols en inscrivant le troisième but contre Porto qui assure une place en demi finale de la compétition malgré la défaite 1-0 au match aller. Deux semaines plus tard, il inscrit le second but en demi-finale aller contre Valence. Le 14 mai, en finale de la Ligue Europa qui se joue au Juventus Stadium, il marque lors des tirs au but et son coéquipier Gameiro donne la victoire à Séville en inscrivant le but de la victoire contre les Portugais du Benfica,. Séville finit 5e du championnat et Bacca termine la saison avec 21 buts marqués en 52 matches.
Bacca est élu par journal Marca comme la meilleure signature de la saison 2013-2014 en Liga. Au prix de la Liga, il est élu meilleur joueur de la saison des Amériques, devançant le milieu madrilène Ángel Di María et l'attaquant barcelonais Neymar.
Lors de la saison 2014-2015, Bacca marque son premier but de la saison contre les Catalans du RCD Espanyol. La journée suivante, le colombien réalise un  doublé face au promue Cordoue. Il se classe rapidement en tête du classement des buteurs de Liga, devant l'Argentin Lionel Messi. Fin septembre 2014, l'attaquant prolonge son contrat de quatre ans avec le club andalou, jusqu'en 2018. En championnat, il poursuit sur sa lancée en marquant et délivrant une passe décisive contre La Corogne. En janvier 2015, Bacca marque contre Malaga lors de la 19e journée de championnat. Fin mai, il totalise 20 buts en championnat et finit cinquième au classement du Pichichi. En Ligue Europa, il porte Séville jusqu'en finale, marquant à sept reprises en 15 matches. En demi finale, il ouvre le score contre la Fiorentina durant une victoire 2-0. Le 27 mai, en finale de la compétition, il offre le titre aux siens en réalisant un doublé contre le FK Dnipro (3-2). Bacca est logiquement nommé « Homme du match » et soulève le trophée pour la seconde année de suite. Il termine sa saison avec 28 buts, égalant son total de buts sur une saison avec Bruges.

#### AC Milan (depuis 2015)
Le 2 juillet 2015, il signe à l'AC Milan un contrat de cinq ans. Le montant du transfert est de 30 millions d'euros. Il marque son premier but officiel pour l'AC Milan face à Empoli le 28 août 2015, à la 16e minute, sur une passe décisive de Luiz Adriano.
Il a fait ses débuts le 25 juillet 2015 lors d'un match d'International Champions Cup contre l'Inter Milan (victoire 1-0, grâce à une superbe reprise de volée de Philippe Mexès). Son premier but officiel est venu le 29 août 2015 pour le second match de Serie A lors de la victoire 2-1 sur l'Empoli FC. 
Le 16 octobre 2015, dans une interview accordée à Milan Channel, Carlo Ancelotti, l'entraîneur milanais entre 2001 et 2009 et ancien joueur du club entre 1987 et 1992 parle en ces termes de l'attaquant colombien du Milan AC : « Le Milan doit trouver son identité de jeu. Il possède des joueurs très importants comme Carlos Bacca, un grand attaquant qui a fait de très bonnes choses en Espagne . C'est un attaquant très dangereux que j'aime vraiment. Il ressemble à Filippo Inzaghi. Il est très bon quand il attaque avec des mouvements profonds derrière les défenses adverses. Je l'aime. ».  
Il commence sa deuxième saison sous les couleurs milanaises le 21 août 2016 où il réalise son premier hat-trick professionnel en inscrivant les trois buts de la victoire (3-2) face au Torino. Il s'agit du dernier triplé inscrit en Serie A par un joueur de l'AC Milan et du premier depuis celui de Giampaolo Pazzini contre Bologne, le 1er septembre 2012.

#### Villarreal CF
Le 16 août 2017, Carlos Bacca rejoint le club espagnol de Villarreal pour un an en prêt du Milan AC, avec option d'achat qui sera levée par le club à l'issue de la saison. Il remporte la Ligue Europa en 2021.

### Carrière en sélection

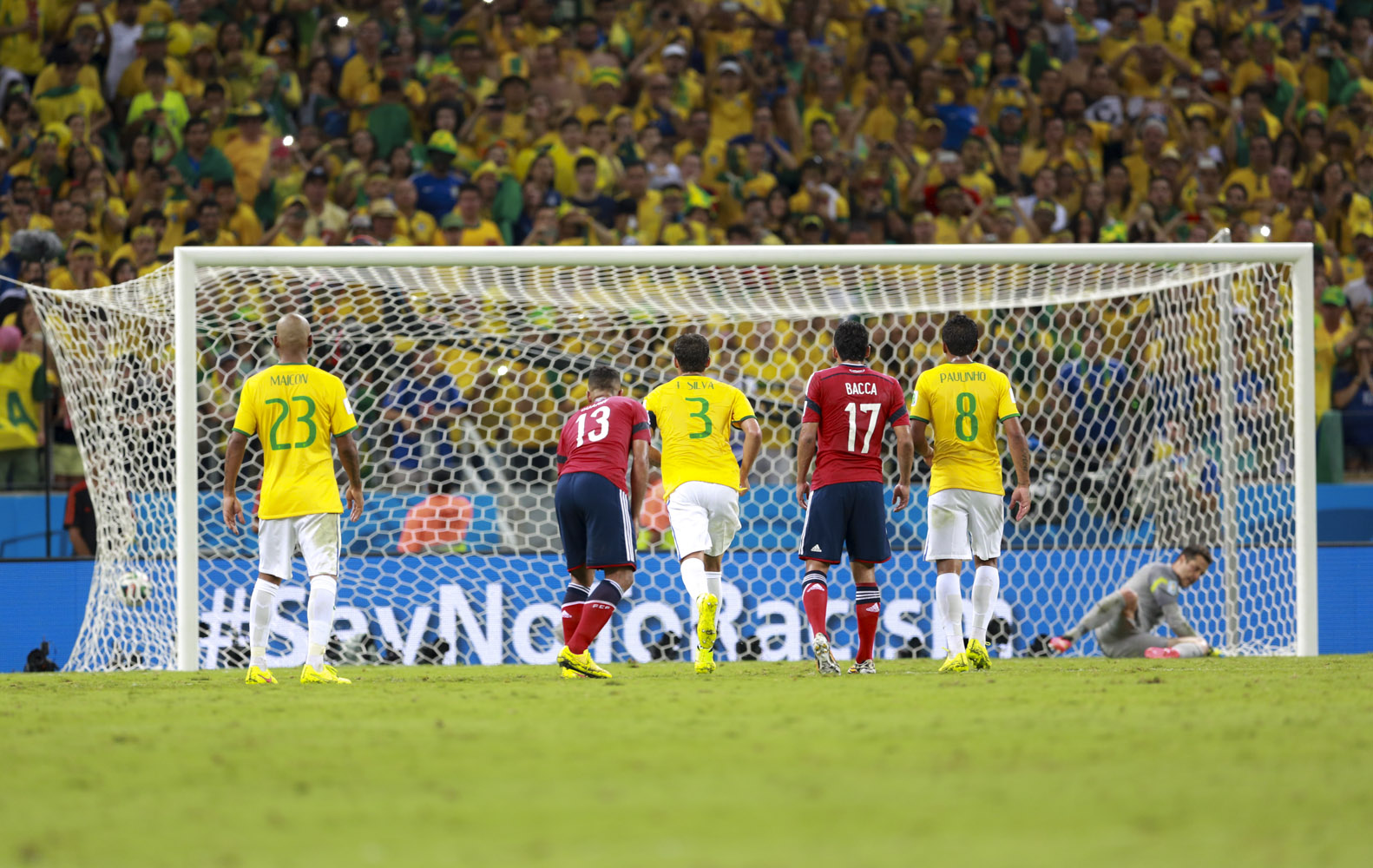
Bacca avec la Colombie lors du pénalty tiré par James Rodríguez en quart de finale de la Coupe du monde 2014.

Bacca a inscrit son premier but avec l'équipe nationale le 11 août 2010 contre la Bolivie au Siles Estadio Hernando à La Paz.
Il a fait partie de la liste des 23 joueurs de la Colombie pour la Coupe du Monde de la FIFA 2014 au Brésil.
En mai 2015, El Peluca été inclus dans le groupe des 23 joueurs de la Colombie pour la Copa America 2015 par le sélectionneur José Pékerman. Après une victoire 1-0 contre le Brésil à Santiago le 17 juin 2015, il a reçu un carton rouge après le coup de sifflet pour une faute sur l'attaquant brésilien Neymar. Bacca a été suspendu pendant deux matches alors que Neymar a été suspendu pour quatre matches. Le 25 juin 2016, il a marqué contre les hôtes des États-Unis dans une victoire 1-0 dans le match pour la troisième place de la Copa America.
Après l'élimination de la Colombie en huitièmes du finale du Mondial 2018, Carlos Bacca et son compatriote Mateus Uribe font l'objet de menaces de mort : il leur est notamment reproché d'avoir raté leur tir au but contre l'Angleterre.

## Style de jeu
Carlos Bacca est un attaquant rapide, puissant et endurant, capable de répéter l'effort physique tout au long du match. Sa rapidité, balle au pied, lui permet de percer les défenses. Il est également réputé pour sa précision devant le but. Altruiste, il est également capable de délivrer des passes décisives pour ses coéquipiers.
Durant son passage au FC Séville avec Unai Emery, Carlos a modifié son style de jeu, améliorant sa mentalité, son taux de travail et l'aspect défensif de son jeu. Il a également été utilisé dans des zones plus profondes du terrain, ce qui lui a permis de venir jouer au milieu de terrain pour être plus impliqué dans la construction du jeu et des liens avec ses coéquipiers. Ce nouveau rôle lui a également donné plus de possibilités pour trouver des espaces à partir de positions plus basses, de se démarquer.

## Statistiques

### Statistiques détaillées
Ce tableau résume les statistiques de Carlos Bacca en tant que footballeur professionnel.
| Saison                | Club                   | Championnat           | Championnat | Championnat | Championnat | Coupe(s) nationale(s) | Coupe(s) nationale(s) | Coupe(s) nationale(s) | Supercoupe | Supercoupe | Supercoupe | Compétition(s) continentale(s) | Compétition(s) continentale(s) | Compétition(s) continentale(s) | Compétition(s) continentale(s) | Autres compétitions | Autres compétitions | Autres compétitions | Autres compétitions | Colombie | Colombie | Colombie | Total | Total | Total |
| Saison                | Club                   | Division              | M.          | B.          | P.d.        | M.                    | B.                    | P.d.                  | M.         | B.         | P.d.       | Comp.                          | M.                             | B.                             | P.d.                           | Comp.               | M.                  | B.                  | P.d.                | M.       | B.       | P.d.     | M.    | B.    | P.d.  |
| 2006                  | Barranquilla FC (prêt) | Division 2            | 27          | 12          | -           | -                     | -                     | -                     | -          | -          | -          | -                              | -                              | -                              | -                              | -                   | -                   | -                   | -                   | -        | -        | -        | 27    | 12    | 0     |
| 2007                  | Minervén FC (prêt)     | Division 2            | 29          | 12          | -           | -                     | -                     | -                     | -          | -          | -          | -                              | -                              | -                              | -                              | -                   | -                   | -                   | -                   | -        | -        | -        | 29    | 12    | 0     |
| 2008                  | Barranquilla FC (prêt) | Division 2            | 19          | 14          | -           | -                     | -                     | -                     | -          | -          | -          | -                              | -                              | -                              | -                              | -                   | -                   | -                   | -                   | -        | -        | -        | 19    | 14    | 0     |
| Sous-total            | Sous-total             | Sous-total            | 75          | 38          | -           | -                     | -                     | -                     | -          | -          | -          | -                              | -                              | -                              | -                              | -                   | -                   | -                   | -                   | -        | -        | -        | 75    | 38    | 0     |
| 2009                  | Junior de Barranquilla | Apertura              | 29          | 12          | 1           | 12                    | 11                    | 0                     | -          | -          | -          | -                              | -                              | -                              | -                              | -                   | -                   | -                   | -                   | -        | -        | -        | 41    | 23    | 1     |
| 2010                  | Junior de Barranquilla | Apertura              | 29          | 18          | 4           | -                     | -                     | -                     | -          | -          | -          | CL                             | 2                              | 0                              | 1                              | -                   | -                   | -                   | -                   | 1        | 1        | 0        | 32    | 19    | 5     |
| 2011                  | Junior de Barranquilla | Apertura              | 36          | 20          | 7           | 11                    | 8                     | 0                     | -          | -          | -          | CL                             | 8                              | 4                              | 2                              | -                   | -                   | -                   | -                   | -        | -        | -        | 55    | 32    | 9     |
| Sous-total            | Sous-total             | Sous-total            | 97          | 50          | 13          | 23                    | 19                    | 0                     | -          | -          | -          | -                              | 10                             | 4                              | 3                              | -                   | -                   | -                   | -                   | 1        | 1        | 0        | 131   | 74    | 16    |
| 2011-2012             | FC Bruges              | JPL                   | 10          | 3           | 1           | -                     | -                     | -                     | -          | -          | -          | -                              | -                              | -                              | -                              | -                   | -                   | -                   | -                   | -        | -        | -        | 10    | 3     | 1     |
| 2012-2013             | FC Bruges              | JPL                   | 35          | 25          | 6           | 2                     | 0                     | 2                     | -          | -          | -          | C3                             | 7                              | 3                              | 1                              | -                   | -                   | -                   | -                   | 3        | 1        | 1        | 47    | 29    | 10    |
| Sous-total            | Sous-total             | Sous-total            | 45          | 28          | 7           | 2                     | 0                     | 2                     | -          | -          | -          | -                              | 7                              | 3                              | 1                              | -                   | -                   | -                   | -                   | 3        | 1        | 1        | 57    | 32    | 11    |
| 2013-2014             | Séville FC             | Liga                  | 35          | 14          | 5           | 1                     | 0                     | 0                     | -          | -          | -          | C3                             | 16                             | 7                              | 1                              | -                   | -                   | -                   | -                   | 8        | 1        | 1        | 60    | 22    | 7     |
| 2014-2015             | Séville FC             | Liga                  | 37          | 20          | 5           | 3                     | 1                     | 0                     | -          | -          | -          | C3                             | 15                             | 7                              | 3                              | SU                  | 1                   | 0                   | 0                   | 8        | 4        | 1        | 64    | 32    | 9     |
| Sous-total            | Sous-total             | Sous-total            | 72          | 34          | 10          | 4                     | 1                     | 0                     | -          | -          | -          | -                              | 31                             | 14                             | 4                              | -                   | 1                   | 0                   | 0                   | 16       | 5        | 2        | 124   | 54    | 16    |
| 2015-2016             | AC Milan               | Serie A               | 38          | 18          | 2           | 5                     | 2                     | 2                     | -          | -          | -          | -                              | -                              | -                              | -                              | -                   | -                   | -                   | -                   | 13       | 6        | 1        | 56    | 26    | 5     |
| 2016-2017             | AC Milan               | Serie A               | 32          | 13          | 3           | 1                     | 1                     | 0                     | 1          | 0          | 0          | -                              | -                              | -                              | -                              | -                   | -                   | -                   | -                   | 8        | 0        | 2        | 42    | 14    | 5     |
| Sous-total            | Sous-total             | Sous-total            | 70          | 31          | 5           | 6                     | 3                     | 2                     | 1          | 0          | 0          | -                              | -                              | -                              | -                              | -                   | -                   | -                   | -                   | 21       | 6        | 3        | 98    | 40    | 10    |
| 2017-2018             | Villarreal CF (prêt)   | Liga                  | 35          | 15          | 6           | 3                     | 1                     | 0                     | -          | -          | -          | C3                             | 6                              | 2                              | 1                              | -                   | -                   | -                   | -                   | 7        | 1        | 2        | 51    | 19    | 9     |
| 2018-2019             | Villarreal CF          | Liga                  | 33          | 6           | 1           | 3                     | 3                     | 1                     | -          | -          | -          | C3                             | 7                              | 2                              | 1                              | -                   | -                   | -                   | -                   | 4        | 2        | 1        | 47    | 13    | 4     |
| 2019-2020             | Villarreal CF          | Liga                  | 19          | 2           | 1           | 4                     | 3                     | 1                     | -          | -          | -          | -                              | -                              | -                              | -                              | -                   | -                   | -                   | -                   | -        | -        | -        | 23    | 5     | 2     |
| 2020-2021             | Villarreal CF          | Liga                  | 23          | 5           | 0           | 3                     | 1                     | 0                     | -          | -          | -          | C3                             | 9                              | 3                              | 2                              | -                   | -                   | -                   | -                   | -        | -        | -        | 35    | 9     | 2     |
| Sous-total            | Sous-total             | Sous-total            | 110         | 28          | 8           | 13                    | 8                     | 1                     | -          | -          | -          | -                              | 22                             | 7                              | 4                              | -                   | -                   | -                   | -                   | 11       | 3        | 3        | 156   | 46    | 16    |
| 2021-2022             | Grenade CF             | Liga                  | 1           | 0           | 0           | -                     | -                     | -                     | -          | -          | -          | -                              | -                              | -                              | -                              | -                   | -                   | -                   | -                   | -        | -        | -        | 1     | 0     | 0     |
| Sous-total            | Sous-total             | Sous-total            | 1           | 0           | 0           | 0                     | 0                     | 0                     | 0          | 0          | 0          | -                              | 0                              | 0                              | 0                              | -                   | 0                   | 0                   | 0                   | 0        | 0        | 0        | 1     | 0     | 0     |
| Total sur la carrière | Total sur la carrière  | Total sur la carrière | 470         | 209         | 43          | 48                    | 31                    | 5                     | 1          | 0          | 0          | -                              | 70                             | 28                             | 13                             | -                   | 1                   | 0                   | 0                   | 52       | 16       | 9        | 642   | 284   | 70    |

### En sélection nationale
| Saison                | Sélection             | Phases finales          | Phases finales | Phases finales | Phases finales | Éliminatoires CDM | Éliminatoires CDM | Éliminatoires CDM | Matchs amicaux | Matchs amicaux | Matchs amicaux | Total | Total | Total |
| Saison                | Sélection             | Compétition             | M              | B              | Pd             | M                 | B                 | Pd                | M              | B              | Pd             | M     | B     | Pd    |
| --------------------- | --------------------- | ----------------------- | -------------- | -------------- | -------------- | ----------------- | ----------------- | ----------------- | -------------- | -------------- | -------------- | ----- | ----- | ----- |
| 2010-2011             | Colombie              | Copa América 2011       | -              | -              | -              | -                 | -                 | -                 | 1              | 1              | 0              | 1     | 1     | 0     |
| 2012-2013             | Colombie              | -                       | -              | -              | -              | 1                 | 0                 | 0                 | 2              | 1              | 1              | 3     | 1     | 1     |
| 2013-2014             | Colombie              | Coupe du monde 2014     | 1              | 0              | 0              | 2                 | 0                 | 0                 | 5              | 1              | 1              | 8     | 1     | 1     |
| 2014-2015             | Colombie              | Copa América 2015       | 2              | 0              | 0              | -                 | -                 | -                 | 6              | 4              | 1              | 8     | 4     | 1     |
| 2015-2016             | Colombie              | Copa América Centenario | 5              | 2              | 0              | 6                 | 3                 | 1                 | 2              | 1              | 0              | 13    | 6     | 1     |
| 2016-2017             | Colombie              | -                       | -              | -              | -              | 7                 | 0                 | 2                 | 1              | 0              | 0              | 8     | 0     | 2     |
| 2017-2018             | Colombie              | Coupe du monde 2018     | 3              | 0              | 0              | 0                 | 0                 | 0                 | 4              | 1              | 2              | 7     | 1     | 2     |
| 2018-2019             | Colombie              | Copa América 2019       | -              | -              | -              | -                 | -                 | -                 | 4              | 2              | 1              | 4     | 2     | 1     |
| Total sur la carrière | Total sur la carrière | Total sur la carrière   | 11             | 2              | 0              | 16                | 3                 | 3                 | 25             | 11             | 6              | 52    | 16    | 9     |

### Buts internationaux
| Buts internationaux de Carlos Bacca | Buts internationaux de Carlos Bacca | Buts internationaux de Carlos Bacca                          | Buts internationaux de Carlos Bacca | Buts internationaux de Carlos Bacca | Buts internationaux de Carlos Bacca | Buts internationaux de Carlos Bacca |
| 0                                   | Date                                | Lieu                                                         | Adversaire                          | Score                               | Résultats                           | Compétitions                        |
| ----------------------------------- | ----------------------------------- | ------------------------------------------------------------ | ----------------------------------- | ----------------------------------- | ----------------------------------- | ----------------------------------- |
| 1                                   | 11 août 2010                        | Estadio Hernando Siles, La Paz, Bolivie                      | Bolivie                             | 0-1                                 | 1-1                                 | Match amical                        |
| 2                                   | 17 novembre 2012                    | Stade Metropolitano Roberto Meléndez, Barranquilla, Colombie | Cameroun                            | 2-0                                 | 3-0                                 | Match amical                        |
| 3                                   | 31 mai 2014                         | Stade Pedro Bidegain, Bueno Aires, Argentine                 | Sénégal                             | 2-0                                 | 2-2                                 | Match amical                        |
| 4                                   | 10 octobre 2014                     | Red Bull Arena, Harrison, États-Unis                         | Salvador                            | 2-0                                 | 3-0                                 | Match amical                        |
| 5                                   | 10 octobre 2014                     | Red Bull Arena, Harrison, États-Unis                         | Salvador                            | 3-0                                 | 3-0                                 | Match amical                        |
| 6                                   | 14 novembre 2014                    | Craven Cottage, Londres, Angleterre                          | États-Unis                          | 1-1                                 | 2-1                                 | Match amical                        |
| 7                                   | 25 mars 2015                        | Bahrain National Stadium, Riffa, Bahrain                     | Bahreïn                             | 0-1                                 | 0-6                                 | Match amical                        |
| 8                                   | 8 septembre 2015                    | Red Bull Arena, Harrison, États-Unis                         | Pérou                               | 1-0                                 | 1-1                                 | Match amical                        |
| 9                                   | 24 mars 2016                        | Estadio Hernando Siles, La Paz, Bolivie                      | Bolivie                             | 0-2                                 | 2-3                                 | Éliminatoires Coupe du monde 2018   |
| 10                                  | 29 mars 2016                        | Stade Metropolitano Roberto Meléndez, Barranquilla, Colombie | Équateur                            | 1-0                                 | 3-1                                 | Éliminatoires Coupe du monde 2018   |
| 11                                  | 29 mars 2016                        | Stade Metropolitano Roberto Meléndez, Barranquilla, Colombie | Équateur                            | 3-0                                 | 3-1                                 | Éliminatoires Coupe du monde 2018   |
| 12                                  | 7 juin 2016                         | Rose Bowl, Pasadena, États-Unis                              | Paraguay                            | 1-0                                 | 2-1                                 | Copa América Centenario             |
| 13                                  | 25 juin 2016                        | University of Phoenix Stadium, Glendale, États-Unis          | États-Unis                          | 1-0                                 | 1-0                                 | Copa América Centenario             |
| 14                                  | 14 novembre 2017                    | Chongqing Olympic Sports Center, Chongqing, Chine            | Chine                               | 0-2                                 | 0-4                                 | Match amical                        |
| 15                                  | 11 octobre 2018                     | Raymond James Stadium, Tampa, États-Unis                     | États-Unis                          | 2-2                                 | 2-4                                 | Match amical                        |
| 16                                  | 16 octobre 2018                     | Red Bull Arena, Harrison                                     | Costa Rica                          | 1-0                                 | 3-1                                 | Match amical                        |

## Palmarès

### En club
- Minervén FC
  - Championnat de D2 Venezuela
    - Vainqueur : 2008 (clôture)

- Atlético Junior
  - Championnat de Colombie :
    - Vainqueur : 2010 (ouverture), 2011 et 2023 (clôture)

- FC Séville
  - Ligue Europa :
    - Vainqueur : 2014 et 2015

- AC Milan
  - Supercoupe d'Italie :
    - Vainqueur : 2016

- Villarreal CF
  - Ligue Europa :
    - Vainqueur : 2021

### Distinctions individuelles
- Meilleur buteur 
  - Championnat de D2 colombienne en 2008 (clôture) avec le FC Barranquilla (14 buts)
  - Championnat de Colombie en 2010 (ouverture) et en 2011 (clôture) (12 buts à chaque fois)
  - Coupe de Colombie en 2009 (11 buts) et 2011 (8 buts)
  - Championnat de Belgique en 2013 (25 buts)

- Soulier d'or colombien en 2011

- Meilleur joueur de la Jupiler League du mois de septembre 2012
- Meilleur joueur de la saison 2012-2013 de Jupiler League
- Meilleure recrue de la saison 2013-2014 de Liga
- Meilleur joueur sud-américain de la saison 2013-2014 de Liga
- Meilleur joueur de la Ligue Europa de la saison 2014-2015

- Inclus dans l'équipe type de la Liga en octobre 2014
- Inclus dans l'équipe type de la Ligue Europa en 2015
- Inclus dans l'équipe type de la Série A en 2016
- Élu Footballeur Pro de l'année en 2013